# 小堀慎平
小堀 慎平（こぼり しんぺい、1987年6月23日 - ）は、日本の元俳優。福岡県生まれ、東京都出身。ライジングプロダクションのJUMPプリンスの元メンバー。

## 略歴
2006年、第19回ジュノン・スーパーボーイ・コンテストの最終選考会に出場。同じくファイナリストの溝端淳平、池田純、久保翔、標永久とともにJB5を結成（2007年12月20日をもって解散）。

## 出演

### テレビドラマ
- ごくせん3（2008年4月 - 6月、日本テレビ） - 岡田慎平 役
- OLにっぽん（2008年10月 - 12月、日本テレビ） - 梅田学 役
- ごくせん 卒業スペシャル'09（2009年3月28日、日本テレビ） - 岡田慎平 役
- 帝王（2009年7月 - 9月、MBSテレビ） - 西田英雄 役[3]
- サムライ・ハイスクール（2009年10月 - 12月、日本テレビ） - 愼島大河 役
- 新・あなたの知らない世界『罪と罠』（2011年8月25日、日本テレビ）

### 映画
- ごくせん THE MOVIE（2009年7月、東宝） - 岡田慎平 役
- さくら、さくら 〜サムライ化学者・高峰譲吉の生涯〜（2011年3月、アステア） - 高峰襄吉 役[4]

### オリジナルビデオ
- ハングリーハート（2009年9月9日、アルバトロス） - 綾辻優也 役[5]
- ハングリーハート2（2009年10月9日、アルバトロス） - 綾辻優也 役

### CM
- 興和 コルゲンコーワ鼻炎ジェルカプセル 滝さんの秘密篇（2011年）[6][7]